# كيوشي كوداما
كيوشي كوداما (باليابانية: 児玉清) هو ممثل ياباني، ولد في 1934 بكيتا في اليابان، وتوفي في 16 مايو 2011 بتشوأو في اليابان بسبب سرطان المعدة.

## وصلات خارجية
- كيوشي كوداما على موقع IMDb (الإنجليزية)
- كيوشي كوداما على موقع أول موفي (الإنجليزية)
- كيوشي كوداما على موقع قاعدة بيانات الفيلم (الإنجليزية)